# John Hastings, 2. Baron Hastings

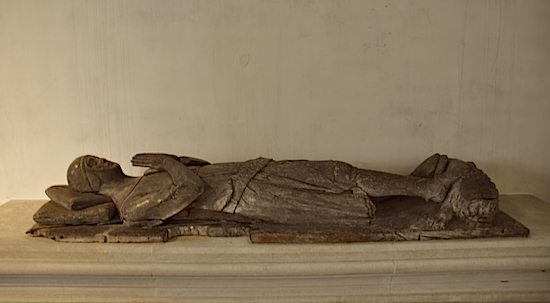
Grabdenkmal von John Hastings, 2. Baron Hastings in der Kirche von Abergavenny

John Hastings, 2. Baron Hastings (auch John de Hastings) (* 1287; † 20. Januar 1325) war ein englischer Adliger.

## Herkunft und frühe Teilnahme an den Feldzügen nach Schottland
John Hastings war ein Sohn von John Hastings, 1. Baron Hastings und von dessen ersten Frau Isabella de Valence, einer Tochter von William de Valence, 1. Earl of Pembroke. Sein Vater gehörte während des Ersten Schottischen Unabhängigkeitskriegs zu den führenden englischen Militärs. Auch John wurde bereits früh in den Krieg mit Schottland involviert. 1306 gehörte er zum Gefolge von Königin Margarethe, als diese Schottland besuchte. Von 1311 bis 1319 nahm er regelmäßig an den Feldzügen im Schottischen Unabhängigkeitskrieg teil, unter anderem 1314 an der Schlacht von Bannockburn.

## Wechselndes Verhältnis zu Eduard II.
Nach dem kinderlosen Tod seines älteren Bruders William 1311 wurde John zum Erben seines Vaters. Als sein Vater 1313 starb, erbte er dessen Besitzungen, darunter die Herrschaft Abergavenny in den Welsh Marches, Ashill in Norfolk sowie den Titel Baron Hastings. 1316 unterstützte er mit die Niederschlagung der Revolte des Walisers Llywelyn Bren, dabei gehörte er zu den Baronen, denen sich Llywelyn Bren am 18. März ergab. Als einer der führenden Gefolgsleute seines Onkels Aymer de Valence, 2. Earl of Pembroke spielte er während der Herrschaft von König Eduard II. eine bedeutendere Rolle. Am 9. August 1318 bezeugte er mit den Vertrag von Leake, der den König mit dem mit ihm verfeindeten Earl Thomas of Lancaster versöhnen sollte. Zusammen mit David Strathbogie, der mit einer Schwester seiner Mutter verheiratet war, wurde Hastings 1318 als Erbe des kinderlosen Aymer de Valence anerkannt. Als es ab 1320 erneut zu einem Konflikt zwischen dem König und einer von Lancaster geführten Adelsopposition kam, gehörte Hastings zunächst zu den Oppositionellen. Während des Despenser War in Wales unterstützte er im Mai 1321 die Rebellen, die die Besitzungen des königlichen Günstlings Hugh le Despenser plünderten. Schließlich schloss er sich jedoch in Cirencester wieder dem König an und versöhnte sich mit ihm. Dieser beauftragte ihn, während der folgenden Rebellion des Earl of Lancaster die Kontrolle über Glamorgan zu übernehmen, ehe er 1323 Kommandant von Kenilworth Castle wurde. Er geriet jedoch bald mit Hugh le Despenser in Konflikt, dem er im August 1324 die gewaltige Summe von £ 4000 zahlen musste. Dies geschah möglicherweise aus Rache an dem verstorbenen Earl of Pembroke, der während des Despenser War 1321 das Exil der Despensers befürwortet hatte.

## Ausbau der Prioratskirche von Abergavenny
In Abergavenny ließ John die Prioratskirche St Mary erweitern und umbauen. Dabei verfügte er, dass die aus Frankreich stammenden Mönche des Priorats durch englischstämmige ersetzt werden sollten. Gegen diese Verdrängung klagten die französischstämmigen Mönche vor Gericht. Bei Hastings Tod war der Streit noch nicht entschieden. Er wurde in der Prioratskirche von Abergavenny beigesetzt, wo sein hölzernes Grabdenkmal erhalten ist.

## Ehe und Erbe
Hastings hatte vor 1321 Juliana Leybourne (1303/4–1367) geheiratet, die eine Enkelin und Erbin von William de Leyburn, 1. Baron Leyburn war. Seine Frau war nach dem Tod ihres Vaters und Großvaters ein Mündel seines Onkels Aymer de Valence. Mit ihr hatte er einen Sohn, Lawrence Hastings (1320–1348), der sein Erbe wurde. Die Verwaltung des Erbes übernahm zunächst Hugh le Despenser. Nach dessen Sturz und Hinrichtung 1327 beklagten die Testamentsvollstrecker von Hastings 1328, dass Despenser während der Minderjährigkeitsverwaltung Gegenstände im Wert £ 773 von den Gütern gestohlen hätte. Hastings Witwe heiratete in zweiter Ehe Thomas Blount, 1. Baron Blount. 